# NGC 167
NGC 167 est une galaxie spirale barrée située dans la constellation de la Baleine. NGC 167 a été découverte par l'astronome américain Francis Leavenworth en 1886.

## Caractéristiques
Sa vitesse par rapport au fond diffus cosmologique est de 3 543 ± 24 km/s, ce qui correspond à une distance de Hubble de 52,3 ± 3,7 Mpc (∼171 millions d'al).
La classe de luminosité de NGC 167 est III et elle présente une large raie HI. De plus, elle renferme des régions d'hydrogène ionisé.